# Modibo Sagnan
Modibo Sagnan (Saint-Denis, Francia, 14 de abril de 1999) es un futbolista maliense. Juega de defensa y su equipo es el Çaykur Rizespor de la Superliga de Turquía.

## Trayectoria
Tras empezar a formarse como futbolista en el CS Villetaneuse, finalmente en 2012 se marchó a la disciplina del R. C. Lens. En 2017 ascendió al segundo equipo, y solo un año después ascendió al primer equipo. Debutó el 30 de enero de 2018 en un partido contra el F. C. Sochaux-Montbéliard. El 30 de enero de 2019 firmó por la Real Sociedad por cuatro millones y medio de euros, aunque quedó cedido en el R. C. Lens hasta final de temporada. Tras incorporarse en julio de 2019 a la Real Sociedad, en enero de 2020 fue cedido al C. D. Mirandés hasta junio.
El 31 de agosto de 2021 fue cedido el Clube Desportivo de Tondela, que por aquel entonces militaba en la Primeira Liga, durante una temporada. La siguiente volvió a ser prestado, esta vez al F. C. Utrecht neerlandés que tenía una opción de compra.
El 1 de febrero de 2024 regresó al fútbol francés después de fichar por el Montpellier H. S. C. Este lo cedió en agosto de 2025 durante una temporada al Çaykur Rizespor, que tenía una opción de compra.

## Selección nacional
El 22 de marzo de 2024 hizo su debut con la selección de Malí en un amistoso ante Mauritania en el que marcó el primero de los dos goles del partido.

## Estadísticas
Actualizado al último partido disputado el 17 de mayo de 2025.
| Club | Div.          | Temporada     | Liga  | Liga  | Copas nacionales(1) | Copas nacionales(1) | Copas internacionales(2) | Copas internacionales(2) | Total | Total |
| Club | Div.          | Temporada     | Part. | Goles | Part.               | Goles               | Part.                    | Goles                    | Part. | Goles |
| --- | ------------- | ------------- | ----- | ----- | ------------------- | ------------------- | ------------------------ | ------------------------ | ----- | ----- |
| R. C. Lens II Francia | 4.ª           | 2016-17       | 5     | 0     | —                   | —                   | —                        | —                        | 5     | 0     |
| R. C. Lens II Francia | 4.ª           | 2017-18       | 18    | 1     | —                   | —                   | —                        | —                        | 18    | 1     |
| R. C. Lens II Francia | 4.ª           | 2018-19       | 1     | 0     | —                   | —                   | —                        | —                        | 1     | 0     |
| R. C. Lens II Francia | Total club    | Total club    | 24    | 1     | 0                   | 0                   | 0                        | 0                        | 24    | 1     |
| R. C. Lens Francia | 2.ª           | 2017-18       | 3     | 0     | 2                   | 0                   | —                        | —                        | 5     | 0     |
| R. C. Lens Francia | 2.ª           | 2018-19       | 11    | 0     | 3                   | 1                   | —                        | —                        | 14    | 1     |
| R. C. Lens Francia | Total club    | Total club    | 14    | 0     | 5                   | 1                   | 0                        | 0                        | 19    | 1     |
| Real Sociedad · España | 1.ª           | 2019-20       | 0     | 0     | 1                   | 0                   | —                        | —                        | 1     | 0     |
| C. D. Mirandés · España | 2.ª           | 2019-20       | 13    | 0     | 0                   | 0                   | —                        | —                        | 13    | 0     |
| C. D. Mirandés · España | Total club    | Total club    | 13    | 0     | 0                   | 0                   | 0                        | 0                        | 13    | 0     |
| Real Sociedad · España | 1.ª           | 2020-21       | 16    | 0     | 1                   | 0                   | 4                        | 0                        | 21    | 0     |
| Real Sociedad · España | Total club    | Total club    | 16    | 0     | 2                   | 0                   | 4                        | 0                        | 22    | 0     |
| C. D. Tondela Portugal | 1.ª           | 2021-22       | 27    | 1     | 3                   | 0                   | —                        | —                        | 30    | 1     |
| C. D. Tondela Portugal | Total club    | Total club    | 27    | 1     | 3                   | 0                   | 0                        | 0                        | 30    | 1     |
| F. C. Utrecht · Países Bajos | 1.ª           | 2022-23       | 25    | 1     | 3                   | 0                   | —                        | —                        | 28    | 1     |
| F. C. Utrecht · Países Bajos | 1.ª           | 2023-24       | 13    | 1     | 1                   | 0                   | —                        | —                        | 14    | 1     |
| F. C. Utrecht · Países Bajos | Total club    | Total club    | 38    | 2     | 4                   | 0                   | 0                        | 0                        | 42    | 2     |
| Montpellier H. S. C. Francia | 1.ª           | 2023-24       | 13    | 2     | 1                   | 1                   | —                        | —                        | 14    | 3     |
| Montpellier H. S. C. Francia | 1.ª           | 2024-25       | 27    | 2     | 0                   | 0                   | —                        | —                        | 27    | 2     |
| Montpellier H. S. C. Francia | Total club    | Total club    | 40    | 6     | 1                   | 1                   | 0                        | 0                        | 41    | 5     |
| Çaykur Rizespor Turquía | 1.ª           | 2025-26       | 0     | 0     | 0                   | 0                   | —                        | —                        | 0     | 0     |
| Çaykur Rizespor Turquía | Total club    | Total club    | 0     | 0     | 0                   | 0                   | 0                        | 0                        | 0     | 0     |
| Total carrera | Total carrera | Total carrera | 172   | 8     | 15                  | 2                   | 4                        | 0                        | 191   | 10    |
| (1) Incluye datos de la Copa de Francia, la Copa de la Liga de Francia, la Copa del Rey, la Copa de Portugal y la Copa de los Países Bajos. (2) Incluye datos de la Liga Europa de la UEFA. |               |               |       |       |                     |                     |                          |                          |       |       |

## Palmarés

### Campeonatos nacionales
| Título       | Club          | País   | Año  |
| ------------ | ------------- | ------ | ---- |
| Copa del Rey | Real Sociedad | España | 2020 |